# Кристалоїди
Кристалоїд (англ. crystalloid) — антипод колоїду — речовина, що легко розчиняється і кристалізується, здатна проходити в розчиненому вигляді через перетинки, проникні для рідини. Класичний приклад кристалоїда — розчин  кухонної солі у воді.

## Опис
Термін «кристалоїд» введений для позначення відмінностей між розчинними у воді речовинами щодо їх здатності утворювати справжні розчини і просочуватися в розчиненому вигляді через рослинні або тварини перетинки. Одні речовини просочуються набагато швидше, ніж інші, що дає можливість розділяти їх шляхом діалізу. Більшість солей і кислот здатні  кристалізуватися і швидко дифундувати (хлористі метали, сірчанокислий магній, соляна і миш'яковиста кислота), інші не кристалізуються (розчинний кремнезем, желатин, білок карамель, танін). Тіла першої групи називають кристалоїдами, а другої —  колоїдами.